# Linguistique clinique
La linguistique clinique est une sous-discipline de la linguistique qui implique l’application de la linguistique théorique au domaine de l’orthophonie. La linguistique clinique, qui est une branche de la linguistique appliquée, a pour buts de décrire, analyser et soigner les troubles du langage.
L’étude de l’aspect linguistique des troubles de la communication permet une plus grande compréhension du langage et de la théorie linguistique. Les disciplines de la linguistique clinique peuvent inclure: la phonétique, la phonologie, la prosodie, la morphologie, la syntaxe, la sémantique, la pragmatique et le discours.
L’International Clinical Phonetics and Linguistics Association est une organisation non officielle s’intéressant à ce domaine, créée en 1991. La revue de l’organisation, Clinical Linguistics and Phonetics, créée par Martin J. Ball, est la principale revue spécialisée dans ce domaine.
Les professionnels de la linguistique clinique travaillent le plus souvent dans des services d’orthophonie ou de linguistique. Le but de leurs recherches est d'améliorer l’évaluation, le traitement et l’analyse des troubles de la parole et du langage, et d’offrir de nouvelles perspectives aux théories linguistiques déjà existantes.

## Histoire
L'étude des troubles de la communication a une histoire qui remonte jusqu'aux Grecs de l'Antiquité. Le terme "linguistique clinique" s'étant répandu dans les années 1970, et ayant été utilisé comme titre d'un livre par l'éminent linguiste David Crystal en 1981. Largement reconnu comme le "père de la linguistique clinique", le livre de Crystal, intitulée "Clinical Linguistics" est devenu l'un des ouvrages les plus influents du domaine. 

## Applications
Les concepts et théories linguistiques sont appliqués pour évaluer, diagnostiquer et administrer les troubles du langage. Les linguistes cliniques adoptent la compréhension du langage et des disciplines linguistiques pour expliquer les troubles du langage et trouver des approches pour les traiter. Crystal a souligné que les applications de la linguistique à des fins cliniques sont très relationnelles. Dans son livre "Clinical Linguistics", Crystal fait référence à de nombreux troubles connus avec des connaissances linguistiques comme les ordres vocaux, fente labio-palatine, la fluidité, l'aphasie, la dyspraxie et la surdité.
Il existe quelques méthodes linguistiques générales qui sont couramment utilisées dans le traitement des patients mentionnés par Cummings (2017)
- Utilisation de testes normalisés et référencés
- Analyse de la conversation
- Analyse du discours

La linguistique pose les bases de nombreux tests diagnostiques de la parole et du langage. Un test d'articulation évalue l'articulation phonétique en fonction de la prononciation de certains phonèmes comme le test d'articulation du malayalam ou kannada, etc. L'âge linguistique d'un mineur est déterminé en examinant des aspects linguistiques. Le test de lecture précoce examine la correspondance phonème-graphe pour diagnostiquer les difficultés d'apprentissage. Le test de morphologie expressive émergente (TEEM) évaluent la compréhension des morphèmes.